# Дискографија BoA
Дискографија јужнокорејске певачице под псеудонимом BoA, 18 студијских албума (од којих су 3 преименовани), 6 компилацијских албума, 1 ЕР-а и 76 синглова. BoA је дебитова као музичар преко јужнокорејске агенције за таленте S.M. Entertainment док је имала 13 година, са својим албумом ID; Peace B (2000), након чега се 2001. године појавила у Јапану преко Avex Trax агенције.
BoA је доживела комерцијалан успех у Јужној Кореји и Јапану. Њена прва два јапанска албума, Listen to My Heart (2002) и Valenti (2003), су сертификовани у милион примерака, које је припремио Recording Industry Association of Japan, а њен други корејски албум No. 1 (2002) је продат у више од 500,000 copies у Јужној Кореи. Многе њене песме су објављене двојезично (на обе територије), као што су „Valenti” (2002), „Double” (2003), „Everlasting” (2006) и „Only One” (2013).
Након изласка њеног петог корејског албума Girls on Top из 2005. године, BoA се фокусирала на своје активности у Јапану, објавивши албуме Outgrow (2006), Made in Twenty (20) (2007) и The Face (2008). У 2008. години, BoA је први пут дебитовала у САД са својим синглом „Eat You Up”, из албума BoA (2009). У 2010. години, BoA је објавила свој нови албум на корејском после пет година, Hurricane Venus.

## Албуми

### Студијски албуми
| ID; Peace B                                                                                 | - Датум издавања: 25. август 2000. - Издавачка кућа: S.M. Entertainment - Формат: ЦД, дигитални даунлоад                                                 | 3  | 30  | —   | —  | —   | - JPN: 13,000 - KOR: 178,000    |                     |
| No. 1                                                                                       | - Датум издавања: 14. април 2002. - Издавачка кућа: S.M. Entertainment - Формат: ЦД, дигитални даунлоад                                                  | 1  | 21  | —   | —  | —   | - JPN: 14,000 - KOR: 560,000    |                     |
| Atlantis Princess                                                                           | - Датум издавања: 30. мај 2003. - Издавачка кућа: S.M. Entertainment - Формат: ЦД, дигитални даунлоад                                                    | 1  | —   | —   | —  | —   | - KOR: 400,000                  |                     |
| My Name                                                                                     | - Датум издавања: 15. јун 2004. - Издавачка кућа: S.M. Entertainment - Формат: ЦД, ЦД/DVD, дигитални даунлоад                                            | 1  | 151 | —   | —  | —   | - JPN: 3,000 - KOR: 201,000     |                     |
| Girls on Top                                                                                | - Датум издавања: 23. јун 2005. - Re-released: August 17, 2005 (MOTO) - Издавачка кућа: S.M. Entertainment - Формат: ЦД, ЦД/DVD, дигитални даунлоад      | 3  | 153 | 12  | 3  | —   | - JPN: 3,000 - KOR: 115,000     |                     |
| Hurricane Venus                                                                             | - Датум издавања: 5. август 2010. - Re-released: September 24, 2010 (Copy & Paste) - Издавачка кућа: S.M. Entertainment - Формат: ЦД, дигитални даунлоад | 1  | 178 | 14  | 3  | —   | - JPN: 2,000 - KOR: 56,000      |                     |
| Only One                                                                                    | - Датум издавања: 25. јун 2012. - Издавачка кућа: S.M. Entertainment - Формат: ЦД, дигитални даунлоад                                                    | 2  | 63  | 11  | 2  | —   | - JPN: 3,200 - KOR: 36,000      |                     |
| Kiss My Lips                                                                                | - Датум издавања: 12. мај 2015. - Издавачка кућа: S.M. Entertainment - Формат: ЦД, дигитални даунлоад                                                    | 5  | 147 | Н/Д | 10 | —   | - JPN: 1,000 - KOR: 15,234      |                     |
| Woman                                                                                       | - Датум издавања: 24. октобар 2018. - Издавачка кућа: S.M. Entertainment - Формат: ЦД, дигитални даунлоад                                                | 6  |     |     |    |     | - KOR: 8,537                    |                     |
| Јапански                                                                                    | |    |     |     |    |     |                                 |                     |
| Listen to My Heart                                                                          | - Датум издавања: 13. март 2002. - Издавачка кућа: Avex Trax - Формат: ЦД, дигитални даунлоад                                                            | 5  | 1   | —   | —  | —   | - JPN: 932,000 - KOR: 13,000    | - RIAJ: Million     |
| Valenti                                                                                     | - Датум издавања: 29. јануар 2003. - Издавачка кућа: Avex Trax - Формат: ЦД, дигитални даунлоад                                                          | 1  | 1   | —   | —  | —   | - JPN: 1,249,000 - KOR: 332,000 | - RIAJ: Million     |
| Love & Honesty                                                                              | - Датум издавања: 15. јануар 2004. - Издавачка кућа: Avex Trax - Формат: ЦД, дигитални даунлоад                                                          | 2  | 1   | —   | —  | —   | - JPN: 653,000 - KOR: 20,000    | - RIAJ: 3× Platinum |
| Outgrow                                                                                     | - Датум издавања: 15. фебруар 2006. - Издавачка кућа: Avex Trax - Формат: ЦД, ЦД/DVD, дигитални даунлоад                                                 | 1  | 1   | 7   | 1  | —   | - JPN: 427,000 - KOR: 23,000    | - RIAJ: 2× Platinum |
| Made in Twenty (20)                                                                         | - Датум издавања: 11. јануар 2007. - Издавачка кућа: Avex Trax - Формат: ЦД, ЦД/DVD, дигитални даунлоад                                                  | 1  | 1   | 6   | 1  | —   | - JPN: 348,000 - KOR: 17,000    | - RIAJ: Platinum    |
| The Face                                                                                    | - Датум издавања: 27. фебруар 2008. - Издавачка кућа: Avex Trax - Формат: ЦД, ЦД/DVD, дигитални даунлоад                                                 | 3  | 1   | 2   | 1  | —   | - JPN: 185,000 - KOR: 11,000    | - RIAJ: Platinum    |
| Identity                                                                                    | - Датум издавања: 10. фебруар 2010. - Издавачка кућа: Avex Trax - Формат: ЦД, ЦД/DVD, дигитални даунлоад                                                 | 6  | 4   | 6   | 2  | —   | - JPN: 59,000                   |                     |
| Who's Back?                                                                                 | - Датум издавања: 3. септембар 2014. - Издавачка кућа: Avex Trax - Формат: ЦД, ЦД/DVD, дигитални даунлоад                                                | 19 | 7   | 13  | 1  | —   | - JPN: 17,400 - KOR: 600        |                     |
| Watashi Kono Mama de Ii no Kana                                                             | - Датум издавања: 14. фебруар 2018. - Издавачка кућа: Avex Trax - Формат: ЦД, ЦД/DVD, дигитални даунлоад                                                 | —  | 13  | —   | —  | —   | - JPN: 8,242                    |                     |
| Енглески                                                                                    | |    |     |     |    |     |                                 |                     |
| BoA                                                                                         | - Датум издавања: 17. март 2009. (USA) - Издавачка кућа: SM Entertainment USA - Формат: ЦД, дигитални даунлоад                                           | —  | 2   | 2   | 1  | 127 |                                 | - RIAJ: Gold        |
| "—" озачава издање које или није дебитовало на листи или није дебитовало на тој територији. | |    |     |     |    |     |                                 |                     |

### Специјални албуми
| Jumping into the World                                                                      | - Датум издавања: 3. март 2001. - Издавачка кућа: S.M. Entertainment - Формат(и): ЦД, дигитал даунлоуд       | 6 | 29 | - KOR: 91,000 - JPN: 13,000 |
| Miracle                                                                                     | - Датум издавања: 24. септембар 2002. - Издавачка кућа: S.M. Entertainment - Формат(и): ЦД, дигитал даунлоуд | 4 | —  | - KOR: 313,000              |
| Shine We Are!                                                                               | - Датум издавања: 4. децембар 2003. - Издавачка кућа: S.M. Entertainment - Формат(и): ЦД, дигитал даунлоуд   | 3 | —  | - KOR: 81,000               |
| Merry Christmas from BoA                                                                    | - Датум издавања: 7. децембар 2005. - Издавачка кућа: Avex Trax - Формат(и): дигитал даунлоуд                | — | —  |                             |
| "—" озачава издање које или није дебитовало на листи или није дебитовало на тој територији. | |   |    |                             |

### Албуми-ремиксеви
| Назив            | Информације о албуму                                                                             | Позиција | Број проданих примерака | Сертификати      |
| Назив            | Информације о албуму                                                                             | JPN      | Број проданих примерака | Сертификати      |
| ---------------- | ------------------------------------------------------------------------------------------------ | -------- | ----------------------- | ---------------- |
| Peace B. Remixes | - Датум издавања: 7. август 2002. - Издавачка кућа: Avex Trax - Формат(и): ЦД, дигитал даунлоуд  | 18       | - JPN: 62,000           |                  |
| Next World       | - Датум издавања: 27. август 2003. - Издавачка кућа: Avex Trax - Формат(и): ЦД, дигитал даунлоуд | 4        | - JPN: 194,000          | - RIAJ: Platinum |

### Компилацијски албуми
| K-pop Selection                                                                             | - Датум издавања: 3. март 2004. - Издавачка кућа: Avex Trax - Формат(и): ЦД, дигитал даунлоуд                  | — | 13 | — | — | - JPN: 34,000                  |                 |
| Best of Soul                                                                                | - Датум издавања: 2. фебруар 2005. - Издавачка кућа: Avex Trax - Формат(и): ЦД, ЦД/ДЦД, ВСАД, дигитал даунлоуд | 1 | 1  | — | — | - JPN: 1,010,000 - KOR: 38,000 | - RIAJ: Million |
| BoA Best Single                                                                             | - Датум издавања: новембар 2006. - Label: Chinese Musicians Audio & Video Press - Формат(и): ЦД/ВЦД            | — | —  | — | — |                                |                 |
| Best & USA                                                                                  | - Датум издавања: 18. март 2008. - Издавачка кућа: Avex Trax - Формат(и): ЦД, 2ЦД, 2ЦД/2ДВД, дигитал даунлоуд  | — | 2  | 2 | 1 | - JPN: 133,000                 | - RIAJ: Gold    |
| BoA Summer Selection 2011                                                                   | - Датум издавања: 31. август 2011. - Издавачка кућа: Avex Trax - Формат(и): дигитал даунлоуд                   | — | —  | — | — |                                |                 |
| Winter Ballad Collection 2013                                                               | - Датум издавања: 23. октобар 2013. - Издавачка кућа: Avex Trax - Формат(и): дигитал даунлоуд                  | — | —  | — | — |                                |                 |
| BoA Winter Ballad Collection 2014                                                           | - Датум издавања: 10. децембар 2014. - Издавачка кућа: Avex Trax - Формат(и): дигитал даунлоуд                 | — | —  | — | — |                                |                 |
| "—" озачава издање које или није дебитовало на листи или није дебитовало на тој територији. | |   |    |   |   |                                |                 |

### Уживо албуми
| Назив                                        | Информације о албуму                                                                          |
| -------------------------------------------- | --------------------------------------------------------------------------------------------- |
| Shidaz presents BoA "Winter Love" X'mas Live | - Датум издавања: 10. јануар 2007. - Издавачка кућа: Avex Trax - Формат(и): дигитал даунлоуд  |
| BoA Live Tour 2008 The Face                  | - Датум издавања: 23. октобар 2013. - Издавачка кућа: Avex Trax - Формат(и): дигитал даунлоуд |

### EP-ови
| Назив              | Информације о албуму                                                                                      | Позиција | Позиција | Позиција | Позиција       | Позиција | Број продатих примерака |
| Назив              | Информације о албуму                                                                                      | KOR      | JPN      | TWN      | TWN East Asian | US World | Број продатих примерака |
| ------------------ | --- | -------- | -------- | -------- | -------------- | -------- | ----------------------- |
| One Shot, Two Shot | - Датум издавања: 20. фебруа 2018. - Издавачка кућа: S.M. Entertainment - Формат(и): ЦД, дигитал даунлоуд | 6        | —        | —        | —              | 7        | - KOR: 9,628            |